# Neoencyclops paucula
Neoencyclops paucula är en skalbaggsart som beskrevs av Holzschuh 1999. Neoencyclops paucula ingår i släktet Neoencyclops och familjen långhorningar. Inga underarter finns listade i Catalogue of Life.